# Den stora tomheten
Den stora tomheten, original The Big Nowhere, är en thriller från 1988 av författaren James Ellroy. Romanen, som utgavs i Sverige 1992 på Mysterious Press i översättning av Erik Andersson, är den andra i den så kallade L.A.-kvartetten.

## Handling
Handlingen utspelar sig precis i början av 1950. Vicesheriffen Daniel Upshaw börjar utreda en rad brutala mord på homosexuella män samtidigt som kommissarie Mal Considine dras in i en aktion mot kommunistsympatisörer i Hollywood. Considine jobbar tillsammans med den råe Dudley Smith och efterhand dras även Upshaw in i utredningen kring kommunisterna samtidigt som han får ökade resurser i jakten på seriemördaren. Till hjälp i kommunistutredningen får Considine och Smith den korrupte Turner "Buzz" Meeks. Meeks, som inleder en romans med sin chef Mickey Cohens älskarinna Audrey, kommer genom denna personliga svaghet att påverka utvecklingen mycket. Romanen ger skildring av både jazzklubbar i Los Angeles samt av salongsradikaler i den tidens Hollywood.